# Китка (Бургасская область)
Китка (болг. Китка) — до 2013 года село в Болгарии. Находилось в Бургасской области, входило в общину Руен.

## История
В 1884 году в селе Билек-Ахмед-махле Айтосской околии Бургасского округа Восточной Румелии было 37 домохозяйств в 30 жилых зданиях, а также магазин. При слиянии Восточной Румелии и Болгарии село Билек-махле вошло в состав общины Вресово Айтосской околии. В населении преобладали турки. В 1920 году в селе было 32 домохозяйства в 29 жилых зданиях, в 1926 году — 39 домохозяйств в 38 жилых домах.
В 1934 году в селе общины Руен Айтосской околии Бургасской области было 29 домохозяйств в 35 жилых зданиях. В том же году получило название Китка. Затем — вновь в общине Вресово.
С 1949 года Айтосская околия вошла в состав Бургасского округа. В 1958 году село опять вошло в общину Руен. В 1959 году околии были ликвидированы. В 1975–78 годах — в общине Вресово. С 1987 года — в Бургасской области. В 2011 году преобладали болгары. В 2013 году на месте села создано городское образование с тем же названием.

## Население
| 1884 | 1887 | 1892 | 1900 | 1905 | 1910 | 1920 | 1926 | 1934 | 1946 | 1956 | 1965 | 1975 | 1985 | 1992 | 2001 | 2011 |
| ---- | ---- | ---- | ---- | ---- | ---- | ---- | ---- | ---- | ---- | ---- | ---- | ---- | ---- | ---- | ---- | ---- |
| 171  | 183  | 167  | 71   | 88   | 107  | 167  | 209  | 158  | 84   | 65   | 49   | 9    | 2    | 8    | 0    | 12   |